# Jovte, Baranivka
Jovte (în ucraineană Жовте) este un sat în așezarea urbană Kameanîi Brid din raionul Baranivka, regiunea Jîtomîr, Ucraina.

## Demografie
Componența lingvistică a localității Jovte
     Ucraineană (99,19%)
     Alte limbi (0,81%)
Conform recensământului din 2001, majoritatea populației localității Jovte era vorbitoare de ucraineană (99,19%), existând în minoritate și vorbitori de alte limbi.